# Битка код Пидне
Битка код Пидне се одиграла за вријеме Трећег македонског рата 22. јуна 168. п. н. е. између римске војске под под конзулом Луцијем Емилијем Паулом на једној, и македонске војске под краљем Персејом на другој страни. У њој је римска војска однијела побједу, а краљ Персеј је заробљен. Тиме је завршен Трећи македонски рат, а побједнички Римљани су након тога македонску државу - дотада једну од највећих сила античког свијета - укинули и замијенили с четири клијентске републике.